# Voznesenske, Zolotonoșa
Voznesenske (în ucraineană Вознесенське) este o comună în raionul Zolotonoșa, regiunea Cerkasî, Ucraina, formată numai din satul de reședință.

## Demografie
Componența lingvistică a comunei Voznesenske
     Ucraineană (96,86%)
     Rusă (3,04%)
     Alte limbi (0,07%)
Conform recensământului din 2001, majoritatea populației comunei Voznesenske era vorbitoare de ucraineană (96,86%), existând în minoritate și vorbitori de rusă (3,04%).